# Zlogonje
Zlogonje is een plaats in de gemeente Lepoglava in de Kroatische provincie Varaždin. De plaats telt 460 inwoners (2001).